# Minahasa (cheval)
Pour les articles homonymes, voir Minahasa.
Le Minahasa (indonésien : Kuda-Minahasa) est une race de chevaux originaire du Nord de l'île de Célèbes (Sulawesi), en Indonésie. Bien que considéré comme un poney, sa morphologie rappelle le cheval de course. Employé pour des courses locales, divers travaux agricole, de traction, et sous la selle, il reste une race rare. Ce cheval, dont les effectifs sont peu connus, se trouve principalement dans la région de Tomohon.

## Histoire
Le nom indonésien est Kuda-Minahasa, « Kuda » signifiant « cheval ». 
La sélection de la race remonte à 1968, par croisements entre le Pur-sang et le Sandalwood,,. En 1994, la FAO met en place un programme de classification des ressources génétiques animales, dont le Minahasa. La race ne dispose pas de stud-book, et n'est pas citée dans certaines sources de référence, telle que la seconde édition de l'ouvrage de l'université de l'Oklahoma recensant les races de chevaux (2007).
1 000 chevaux Minahasa sont recensés en 1997 dans la base de données DAD-IS, avec une population en croissance.

## Description
Le Minahasa est un poney, doté d'une morphologie de cheval de course. Une étude de caractérisation morphométrique a été menée de juin à août 2009 sur les chevaux de toutes races présents dans la province du Nord de Célèbes, puis publiée en 2011. Elle indique une taille moyenne de 1,22 m chez les mâles ; légèrement inférieure (1,21 m) chez les femelles. Il existe cependant de grandes variations régionales, la taille moyenne répertoriée chez les chevaux de la région de Tomohon étant de 1,34 m, en raison des croisements avec le Pur-sang.
DAD-IS indique une taille moyenne de 1,34 m chez les femelles et 1,44 m chez les mâles, pour un poids moyen de 340 à 420 kg. L'ouvrage de CAB International (2016) lui attribue aussi une taille de 1,34 m à 1,44 m. Ces chiffres sont aussi cités par l'encyclopédie de Delachaux et Niestlé (2014).
Les chevaux de la région de Tomohon présentent davantage la morphologie typique du cheval de course, avec un corps plus allongé et de longues jambes.
La robe est généralement baie ou bai-brun,.
L'élevage du Minahasa est géré par la Persatuan Olah Raga Berkuda Seluruh Indonesia (PORDASI) Sulawesi Utara. L'insémination artificielle peut être utilisée dans le cadre du programme d'élevage. Il n'existe cependant pas d'objectif de sélection particulier.

## Utilisations
Ces poneys sont employés pour les travaux agricoles, continuant de jouer un rôle important dans le Nord de Célèbes malgré la progression de la motorisation. Ils sont aussi mis à la traction légère, ou bien montés, notamment pour des activités de loisir.

## Diffusion de l'élevage

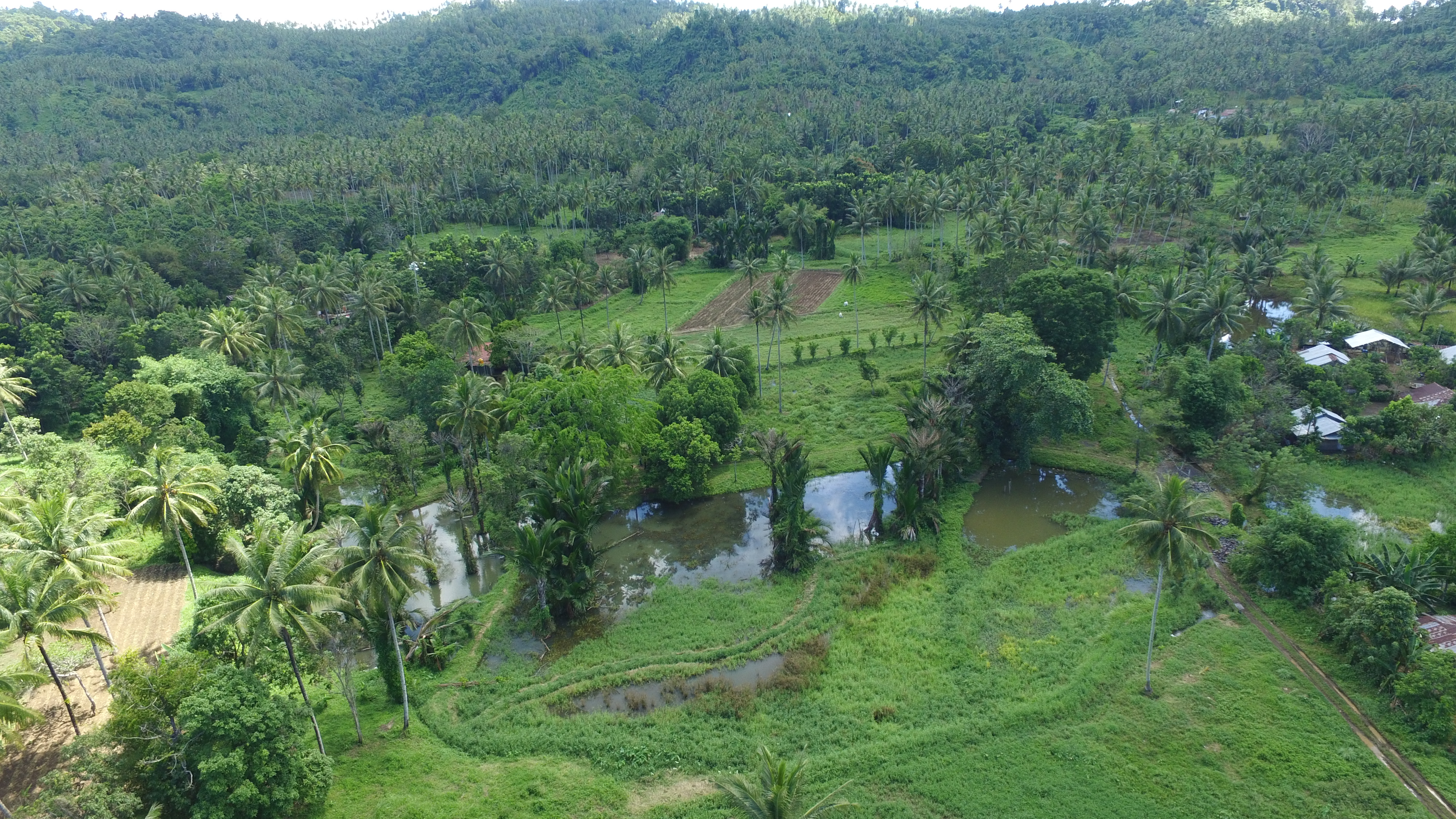
Biotope du Minahasa, dans le Nord de Célèbes.

Le Minahasa est classé comme race localement adaptée en Indonésie. Il est localisé essentiellement dans le Nord de Célèbes (Sulawesi),, particulièrement les régions de Minahasa, Sud Minahasa, Tomohon et Manado. Les régions de Manado et Minahasa sont situées en légère altitude, en moyenne 500 à 600 m, tandis que Tomohon et Sud Minahasa sont sur la côte.
L'étude menée par l'Université d'Uppsala, publiée en août 2010 pour la FAO, signale le Minahasa comme race de chevaux asiatique locale menacée d'extinction, mais bénéficiant de mesures de protection. Il s'agit donc d'une race rare.

### Articles
- [Takaendengan, Noor et Adiani 2011] (en) B. J. Takaendengan, R. R. Noor et S. Adiani, « Morphometric Characterization of Minahasa Horse for Breeding and Conservation Purposes », Media Peternakan - Journal of Animal Science and Technology, vol. 34,‎ 9 septembre 2011 (ISSN 2087-4634, lire en ligne, consulté le 30 décembre 2015)